# Lyra (Wysoki Jesionik)
Lyra (historyczna nazwa niem. Leier Berg) – szczyt (góra) o wysokości 1099 m n.p.m. (podawana jest też wysokość 1092 m n.p.m.  , 1092,3 m n.p.m., 1098,6 m n.p.m.  lub 1103 m n.p.m. ), będący grupą skalną w paśmie górskim Wysokiego Jesionika (cz. Hrubý Jeseník), w północno-wschodnich Czechach, w Sudetach Wschodnich, na Śląsku, w obrębie gminy Ludvíkov, oddalony o około 4,6 km na północny wschód od szczytu góry Pradziad (cz. Praděd). Rozległość góry (powierzchnia stoków) szacowana jest na około 6,9 km², a średnie nachylenie wszystkich stoków wynosi około 9°.

## Charakterystyka

### Lokalizacja

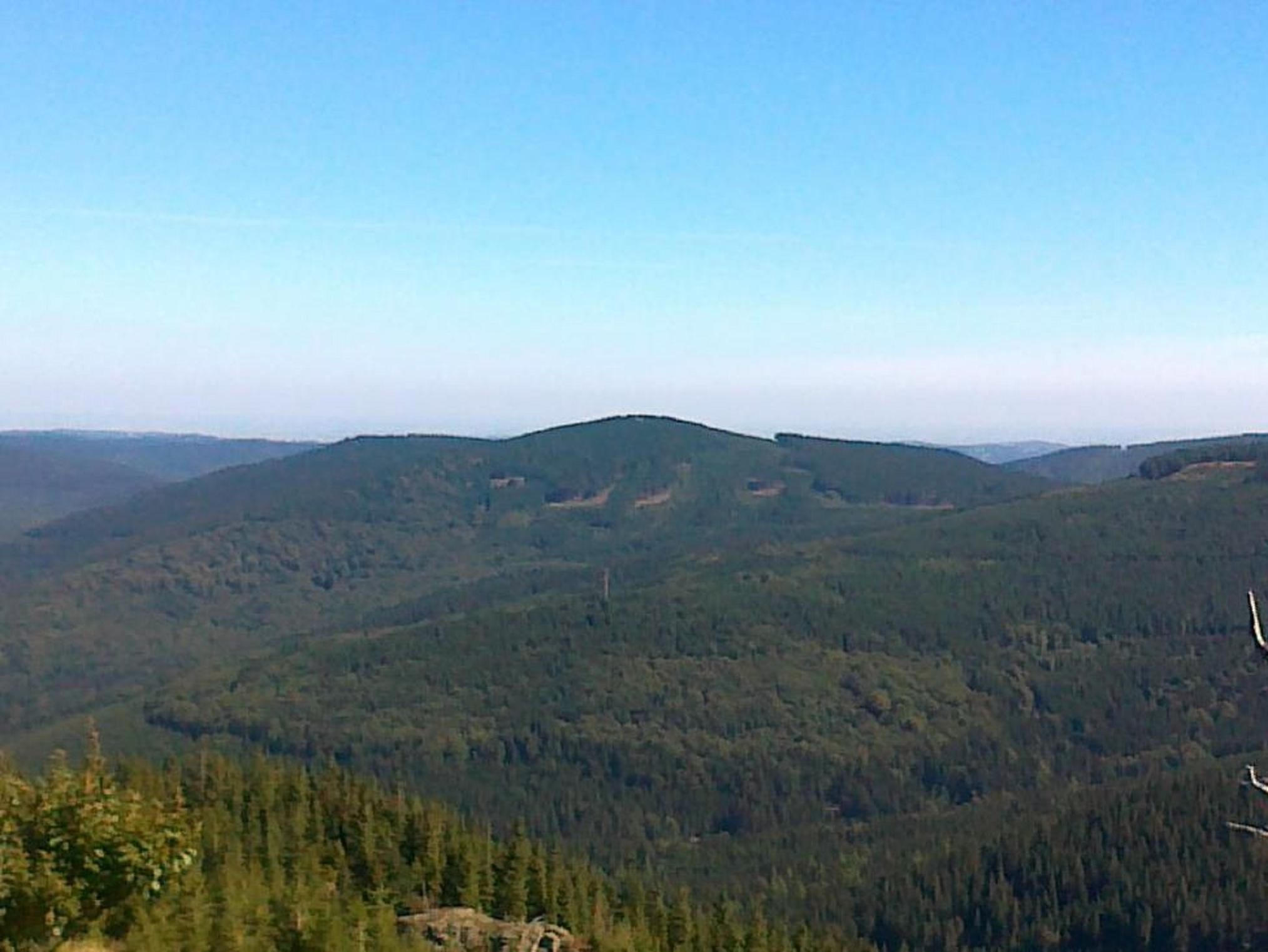
Widok z połaci szczytowej góry Sokol na górę Žárový vrch (poniżej słabo widoczna Bučina i Lyra, za nią część góry Vysoká hora) (2018 rok)

Góra Lyra położona jest nieco na wschód od centrum całego pasma Wysokiego Jesionika, leżąca w części Wysokiego Jesionika, w zachodnim obszarze (mikroregionu) o nazwie Masyw Orlíka (cz. Medvědská hornatina). Lyra jest górą trudno rozpoznawalną i niezbyt charakterystyczną z płaskim grzbietem szczytowym o długości około 600 m (na kierunku północ – południe), położoną w masywie trzech gór: Lyra – Žárový vrch – Plošina, mających wysokości powyżej 1000 m n.p.m. oraz leżącą na ramieniu bocznym Masywu Orlíka, ciągnącym się od przełęczy Kóta do góry Zámecká hora. Jest szczytem położonym około 3 km na północny zachód od miejscowości Karlova Studánka oraz blisko przebiegającej drogi nr 450 Bělá pod Pradědem – Bruntál i przełęczy Kóta. Góra jest dobrze widoczna z drogi dojazdowej na szczyt góry Pradziad, gdzie można ją dostrzec poniżej linii patrzenia na górę Vysoká hora i jednocześnie nad szczytem góry Prostřední vrch, a z innego charakterystycznego punktu widokowego – z drogi okalającej szczyt góry Dlouhé stráně niewidoczna, bo przysłonięta górą Pradziad. Ponadto góra jest dobrze widoczna m.in. z połaci szczytowej sąsiedniej góry Sokol.
Górę ograniczają: od południowego zachodu przełęcz Kóta, od zachodu dolina potoku Videlský potok, od północnego zachodu przełęcz o wysokości 954 m n.p.m. w kierunku góry Bučina, od północy dolina potoku Środkowa Opawa (cz. Střední Opava) i dwa krótkie potoki, będące jego dopływami, od północnego wschodu przełęcz o wysokości 951 m n.p.m. w kierunku góry Žárový vrch, od wschodu dwa potoki, będące dopływami potoku Biała Opawa (cz. Bílá Opava), od południowego wschodu dolina potoku Biała Opawa oraz od południa przełęcz o wysokości 901 m n.p.m. w kierunku szczytu Skalnatý vrch. W otoczeniu góry znajdują się następujące szczyty: od północnego wschodu Žárový vrch–SV i Žárový vrch–JZ, od wschodu Na Vyhlídce (2), od południowego wschodu Ovčí vrch (1), Rolandův kámen i Skalnatý vrch, od południa Hradečná, od południowego zachodu Prostřední vrch i Ostrý vrch, od zachodu Sokol i Sokolí skála (1) oraz od północnego zachodu Bučina.

### Stoki
W obrębie góry można wyróżnić siedem następujących zasadniczych stoków :
- północny
- północno-wschodni
- wschodni o nazwie Letiště
- południowo-wschodni o nazwie Na Svachu
- południowy
- zachodni
- północno-zachodni

Występują tu wszystkie typy zalesienia: bór świerkowy, las mieszany oraz las liściasty, przy czym zdecydowanie dominuje zalesienie borem świerkowym. Stoki północno-wschodni i południowy pokryte są przeważnie borem świerkowym, natomiast pozostałe stoki pokryte są poza borem świerkowym, również lasem mieszanym, a na stokach: północnym, wschodnim i północno-zachodnim pojawiają się nawet obszary pokryte lasem liściastym. Na niemalże wszystkich stokach występują polany, a na stoku północnym nawet znaczne ogołocenia. U podnóża stoku południowo-wschodniego, w pobliżu drogi nr 445 przebiega napowietrzna linia przesyłowa prądu o napięciu 22 kV. Góra Lyra (podobnie jak sąsiednia góra Žárový vrch) najeżona jest pojedynczymi skaliskami (m.in. skaliskiem Rolandův kámen) oraz nielicznymi grupami skalnymi.
Stoki mają stosunkowo niejednolite, na ogół łagodne i zróżnicowane nachylenia. Średnie nachylenie stoków waha się bowiem od 7° (stok południowy) do 14° (stok zachodni). Średnie nachylenie wszystkich stoków góry (średnia ważona nachyleń stoków) wynosi około 9°. Maksymalne średnie nachylenie stoku wschodniego w pobliżu grupy skalnej, na wysokościach około 1030 m n.p.m., na odcinku 50 m nie przekracza 30°. Stoki pokryte są siecią licznych dróg (m.in. Hraniční cesta, Karlovostudánecká cesta, K Obůrce, Nekorancova trasa, Pytlácká cesta, Rolandova cesta czy Videlská cesta) oraz na ogół nieoznakowanych ścieżek i duktów. Przemierzając je zaleca się korzystanie ze szczegółowych map, z uwagi na zawiłości ich przebiegu, zalesienie oraz zorientowanie w terenie. Przez stoki południowy i zachodni przebiega droga nr 450, a u podnóża stoku południowo-wschodniego droga nr 445 Zlaté Hory – Šternberk.

#### Rolandův kámen
Na stoku południowo-wschodnim, w odległości około 2 km na południowy wschód od szczytu głównego niedaleko drogi Rolandova cesta położone jest charakterystyczne skalisko o nazwie Rolandův kámen o wysokości 936 m n.p.m.. Na szczyt tego skaliska, będącego punktem widokowym prowadzi okrężne dojście, na szczycie którego zamocowano drewniany krzyż. Do skaliska tego można dotrzeć z bocznej drogi o nazwie Rolandova cesta, biegnącej z szosy nr 450 pomiędzy miejscowością Karlova Studánka i osadą Vidly. Do formacji tej wytyczono niebieski szlak spacerowy , biegnący z miejscowości Karlova Studánka oraz dodatkowo ścieżkę dydaktyczną  o nazwie (cz. Naučná stezka Muzeum Wide Web).

### Szczyt główny

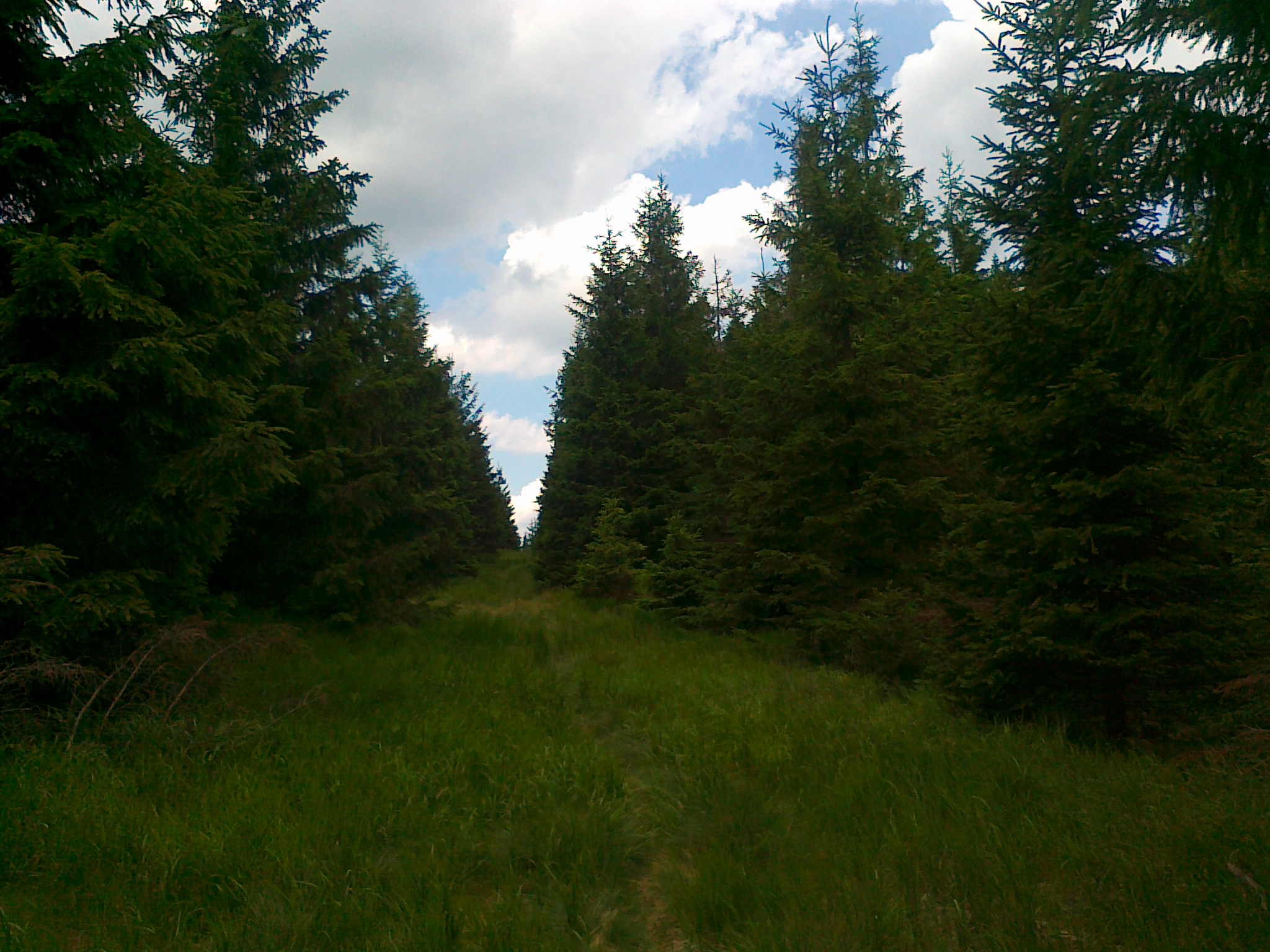
Ścieżka główna na grzbiecie góry Lyra (2014 rok)

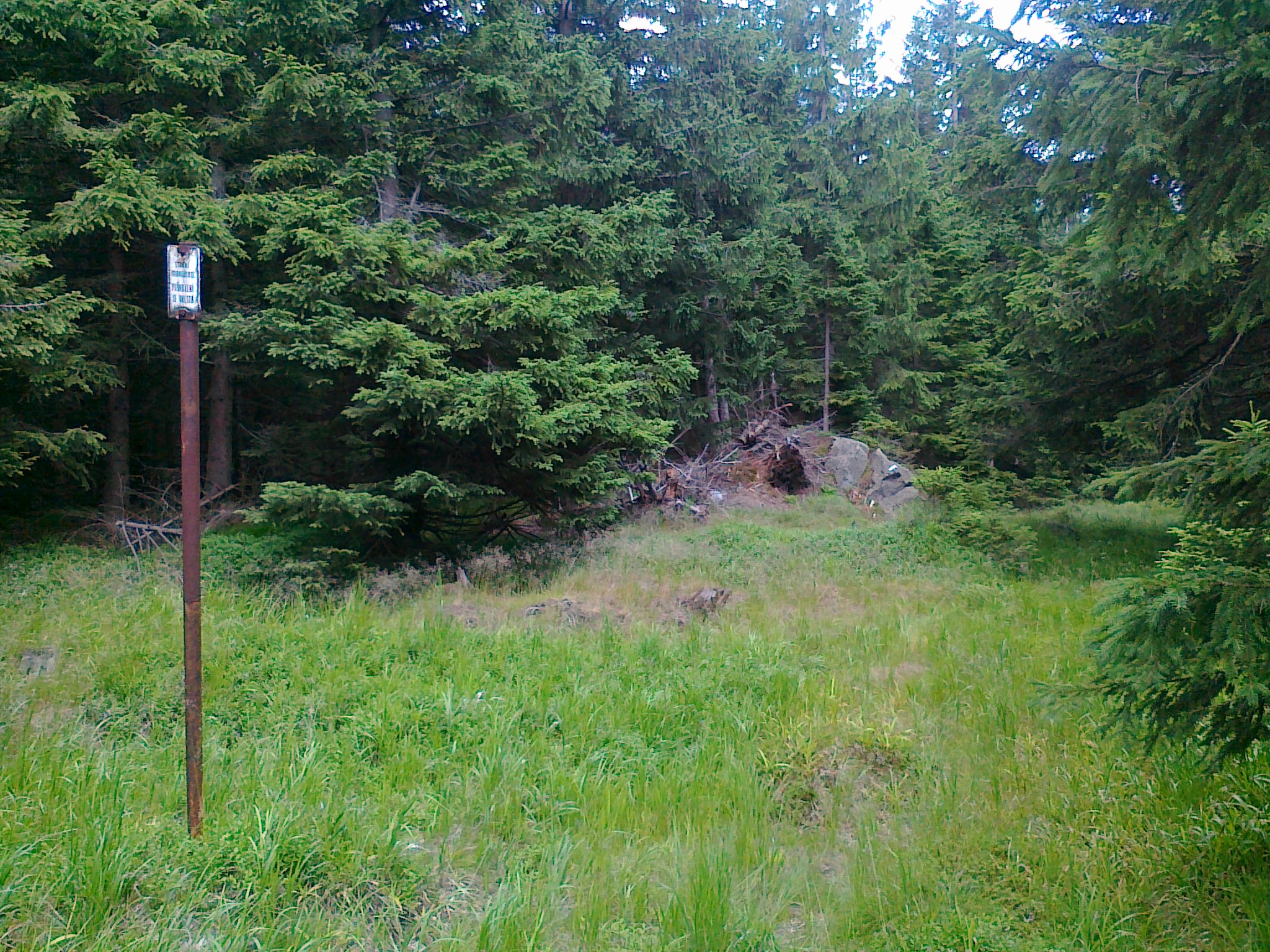
Punkt geodezyjny blisko ścieżki głównej na górze Lyra (2014 rok)

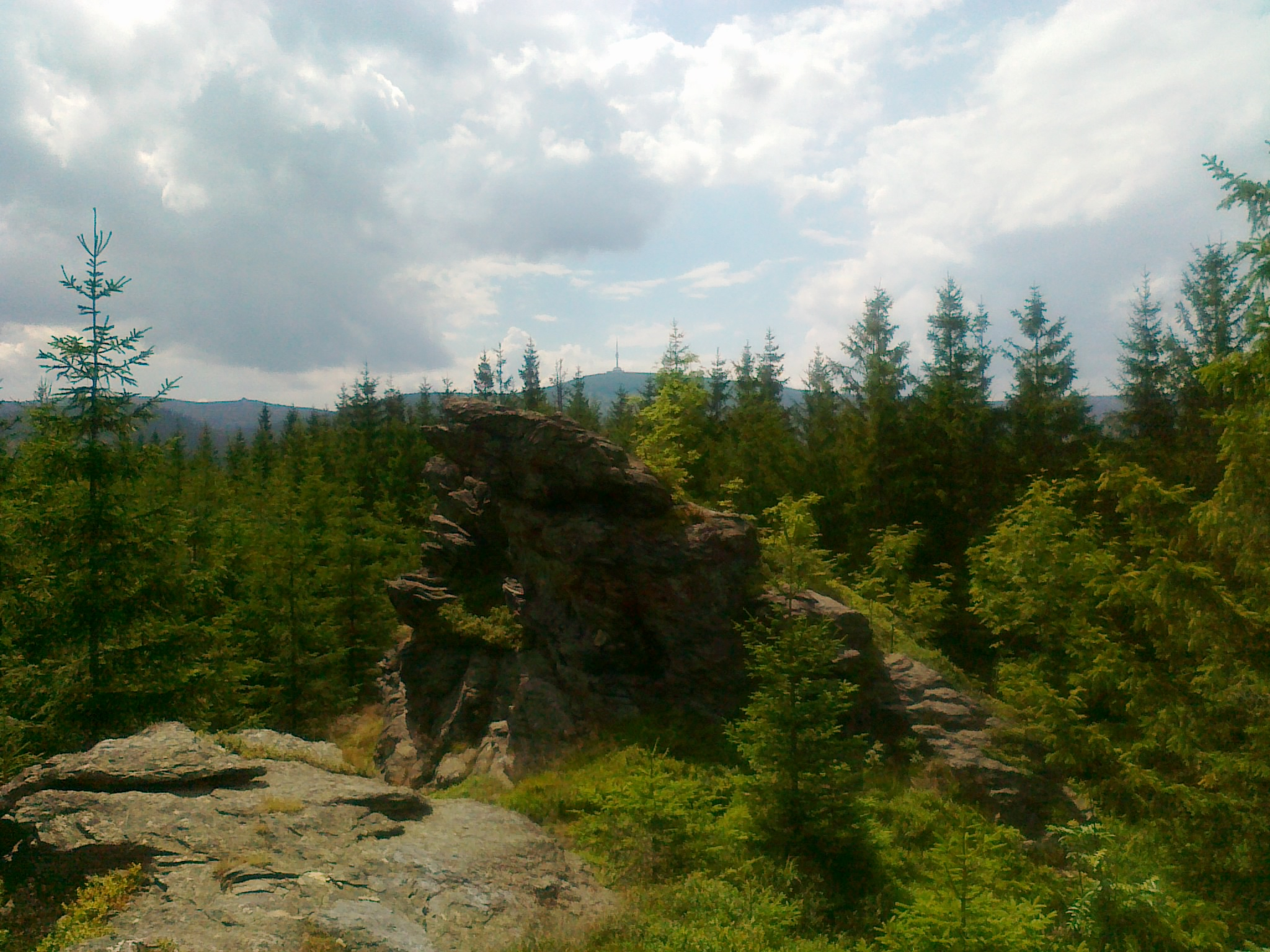
Widok ze szczytowego skaliska góry Lyra na szczyty gór: Vysoká hole, Petrovy kameny i Pradziad (2014 rok)

Na szczyt nie prowadzi żaden szlak turystyczny. Przez połać szczytową przechodzi ścieżka główna, biegnąca niemalże płaskim grzbietem szczytowym w leśnej przecince. Szczyt znajduje się na grupie skalnej o długości około 125 m, otoczonej wokół borem świerkowym oraz pokrytej bardzo popularną rośliną występującą niemalże na całym obszarze Wysokiego Jesionika, a mianowicie borówką czarną. Skalisko szczytowe jest punktem widokowym, z którego  rozpościerają się perspektywy w kierunku szczytów: Pradziad, Vysoká hole, Petrovy kameny czy Žárový vrch. Na połaci szczytowej znajduje się punkt geodezyjny, oznaczony na mapach geodezyjnych numerem (19.), o wysokości 1092,30 m n.p.m. oraz współrzędnych geograficznych (50°05′47,45″N 17°17′29,64″E/50,096514 17,291567), z widocznym koło niego stalowym słupkiem, ostrzegającym przed jego zniszczeniem z tabliczką, z napisem Státní triangulace Poškození se trestá, oddalony o około 110 m na południowy zachód od szczytu . Na niektórych mapach przyjęto jako szczyt góry położenie głównego punktu geodezyjnego (19.) lub miejsce w jego pobliżu – stąd rozbieżności dotyczące jego usytuowania . Państwowy urząd geodezyjny o nazwie (cz. Český úřad zeměměřický a katastrální (CÚZK)) w Pradze podaje jako najwyższy punkt – szczyt – o wysokości 1098,6 m n.p.m. i współrzędnych geograficznych (50°05′50,1″N 17°17′29,4″E/50,097250 17,291500).
Dojście do szczytu następuje z asfaltowej drogi Pytlácká cesta na której wytyczono zielony szlak rowerowy . Z drogi tej biegnie oznakowana dwoma poziomymi białymi paskami na pniach drzew – ścieżka do grzbietu szczytowego góry, z której orientacyjnym dojściem o długości około 15 m można dotrzeć do szczytowej grupy skalnej i skaliska szczytowego.

### Szczyt drugorzędny

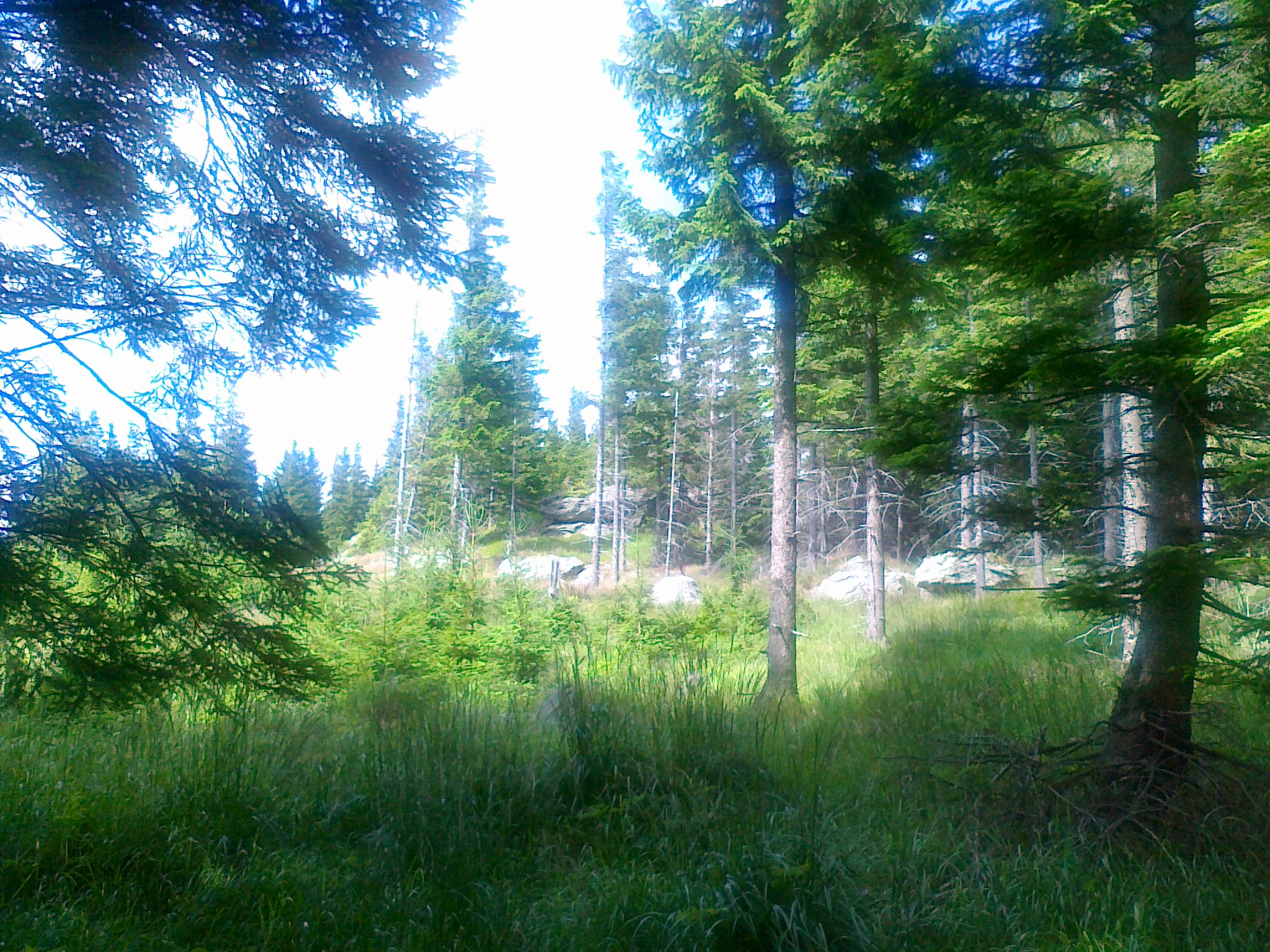
Widok na grupę skalną Lyra–J (2014 rok)

W odległości około 650 m na południe od szczytu głównego znajduje się drugorzędny szczyt określony jako Lyra–J o wysokości 1097 m n.p.m. i współrzędnych geograficznych (50°05′29,9″N 17°17′27,4″E/50,091639 17,290944) . Oba szczyty położone są pomiędzy mało wybitną przełęczą o wysokości 1084 m n.p.m.. Szczyt ten będący grupą skalną znajduje się wśród zalesienia borem świerkowym. W odległości około 135 m na wschód od skaliska szczytowego znajduje się drugorzędny punkt geodezyjny, oznaczony na mapach geodezyjnych numerem (19.1), o wysokości 1083,51 m n.p.m. oraz współrzędnych geograficznych (50°05′30,54″N 17°17′34,18″E/50,091817 17,292828). Dojście do szczytowej grupy skalnej jest orientacyjne z przebiegającej w pobliżu ścieżki. 

### Geologia
Pod względem geologicznym masyw góry Lyra należy do jednostki określanej jako kopuła Desny i zbudowany jest ze skał metamorficznych, głównie: blasto-mylonitów, fyllitów (biotytów, chlorytów i muskowitów), gnejsów, kwarcytów, skał magmowych, głównie meta-granitoidów oraz skał osadowych, głównie: meta-zlepieńców i meta-aleurytów.

### Wody
Grzbiet główny (grzebień) góry Pradziad, biegnący od przełęczy Skřítek do przełęczy Červenohorské sedlo oraz dalej do przełęczy Ramzovskiej (cz. Ramzovské sedlo) jest częścią granicy Wielkiego Europejskiego Działu Wodnego, dzielącej zlewiska Morza Bałtyckiego i Morza Czarnego . 
Szczyty wraz ze stokami góry Lyra położone są na północny wschód od tej granicy, należą więc do zlewni Morza Bałtyckiego, do którego płyną wody m.in. z dorzecza rzeki Odry, będącej przedłużeniem płynących z tej części Wysokiego Jesionika górskich potoków (m.in. płynących w pobliżu potoków o nazwie Videlský potok, Biała Opawa czy Środkowa Opawa). Ze stoków biorą swój początek krótkie, nienazwane potoki, będące dopływami wspomnianych wcześniej potoków Biała Opawa i Środkowa Opawa. Większość źródlisk płynących ze stoków potoków znajduje się na obszarach bagiennych. Na stoku południowo-wschodnim, blisko osady o nazwie Obůrka znajdują się dwa owalne stawy o długościach odpowiednio (15 i 25) m. Z uwagi na stosunkowo łagodne nachylenia stoków, w obrębie góry nie występują m.in. wodospady czy kaskady.

#### Źródła
Na stokach występują liczne źródła.
| Źródła na stokach góry Lyra |                                  |                           |                               |                                           |
| Lp.                         | Źródło (oznaczenie)              | Odległość od szczytu m    | Wysokość bezwzględna m n.p.m. | Współrzędne geograficzne                  |
| 1                           | Pramen bez jména (10199)         | 1430 na południowy wschód | 930                           | 50°05′07″N 17°18′04″E/50,085278 17,301111 |
| 2                           | Studánka                         | 1030 na południe          | 1014                          | 50°05′14″N 17°17′23″E/50,087222 17,289722 |
| 3                           | Studánka U Sedlové boudy (14185) | 830 na północny wschód    | 955                           | 50°06′05″N 17°18′00″E/50,101389 17,300000 |

## Ochrona przyrody
Cała góra znajduje się w obrębie wydzielonego obszaru objętego ochroną o nazwie Obszar Chronionego Krajobrazu Jesioniki (cz. Chráněná krajinná oblast (CHKO) Jeseníky), a utworzonego w celu ochrony utworów skalnych, ziemnych i roślinnych oraz rzadkich gatunków zwierząt. Na stokach nie utworzono żadnych rezerwatów przyrody lub innych obiektów nazwanych pomnikami przyrody. 
Na stoku południowo-wschodnim góry wytyczono 26,5 km długości ścieżkę dydaktyczną o nazwie (cz. Naučná stezka Muzeum Wide Web) o następującym przebiegu:
 Malá Morávka – Karlovice (z 17 stanowiskami obserwacyjnymi na trasie)
Ponadto u podnóża stoku południowo-wschodniego, w odległości około 2,6 km na południowy wschód od szczytu, na wysokości około 720 m n.p.m., przy drodze nr 445 znajduje się stara jodła, która została w 2001 roku uznana za pamiątkową o nazwie (cz. Jedle Vévodkyně) o wysokości około 46,5 m i obwodzie pnia 473 cm. Jest ona najwyższą obecnie zanotowaną jodłą w Czechach (2021 rok).

## Turystyka
Na górze Lyra nie ma żadnego schroniska turystycznego lub hotelu górskiego. Do najbliższej osady Vidly z hotelem górskim Vidly jest od szczytu około 1,8 km w kierunku północno-zachodnim. Do najbliższej miejscowości Karlova Studánka z bazą hoteli i pensjonatów jest od szczytu około 2,8 km w kierunku południowo-wschodnim. Nieco dalej, w odległości około 3,2 km na wschód od szczytu położona jest miejscowość Ludvíkov z bazą pensjonatów oraz w odległości około 6 km na północny wschód od szczytu miejscowość Vrbno pod Pradědem. Natomiast do bazy turystycznej wokół góry Pradziad jest od szczytu około 5 km w kierunku południowo-zachodnim, gdzie położone są następujące hotele górskie i schroniska turystyczne:
- na wieży Pradziad: hotel Praděd oraz na stoku góry Pradziad hotele górskie: Kurzovní chata i schronisko Barborka
- na stoku góry Petrovy kameny hotele górskie: Ovčárna i Figura oraz schronisko Sabinka

### Chaty łowieckie

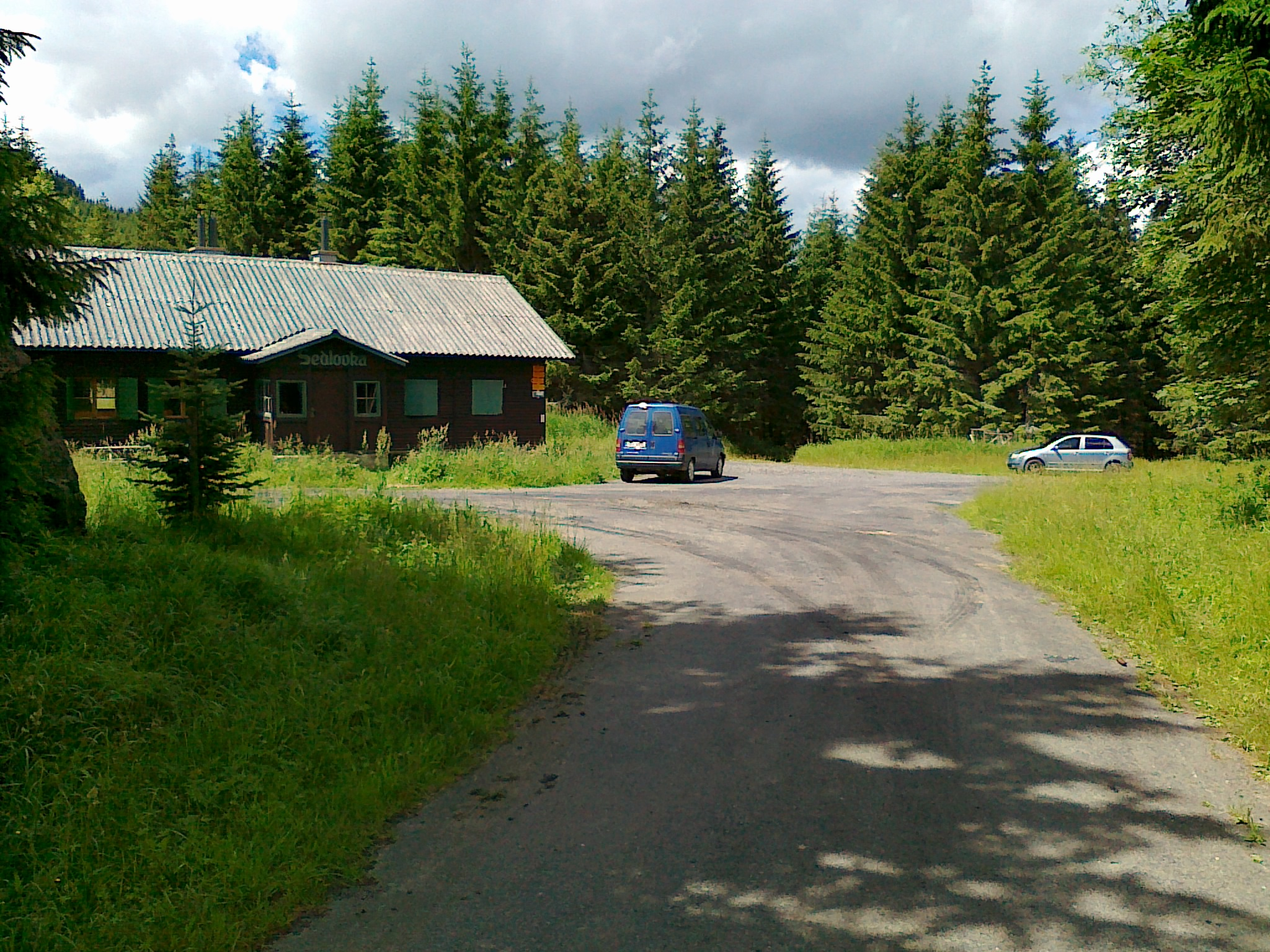
Widok na przełęcz pomiędzy górami Lyra i Žárový vrch oraz chatę Sedlovka (2016 rok)

W obrębie góry położone są dwie chaty, ale nie mają one charakteru typowych schronisk turystycznych, a które zalicza się do tzw. chat łowieckich.
| Chaty na stokach góry Lyra |                          |                         |                                                                                  |                                               |
| Lp.                        | Chata                    | Odległość od szczytu m  | Lokalizacja                                                                      | Współrzędne geograficzne                      |
| 1                          | Sedlova chata (Sedlovka) | 960 na północny wschód  | podnóże stoku północno-wschodniego, przy skrzyżowaniu turystycznym Sedlova bouda | 50°06′07,9″N 17°18′05,5″E/50,102194 17,301528 |
| 2                          | Ztracená chata (2)       | 1030 na północny wschód | podnóże stoku północno-wschodniego, niedaleko drogi Hraniční cesta               | 50°05′59,1″N 17°18′17,5″E/50,099750 17,304861 |

### Szlaki turystyczne
Na szczyt oraz przez stoki nie wytyczono żadnego szlaku turystycznego. Pomimo tego okolice góry są miejscem do ciekawego spędzenie wolnego czasu dla miłośników górskich wędrówek i letnich zbieraczy popularnych borówek czarnych. Polecanym miejscem jest również oddalony o około 2 km na południowy wschód od szczytu Rolandův kámen. Klub Czeskich Turystów (cz. Klub Českých Turistů) wytyczył w obrębie góry jeden tzw. szlak spacerowy na trasie:
 Karlova Studánka – Skalnáty vrch – Rolandův kámen – Karlova Studánka

### Szlaki rowerowe
W obrębie góry wyznaczono trzy szlaki rowerowe na trasach:
 Vrbno pod Pradědem – góra Zámecká hora – góra Plošina – góra Žárový vrch–SV – góra Žárový vrch – góra Lyra – góra Lyra–J – przełęcz Kóta
 (nr 553) Drakov – Vrbno pod Pradědem – Ludvíkov – Karlova Studánka – przełęcz Hvězda – Malá Morávka – Dolní Moravice – góra Harrachovský kopec – Rýmařov
 (nr 6029) Valšov – Bruntál – Rudná pod Pradědem – Suchá Rudná – Hvězda – Karlova Studánka – przełęcz Kóta – Vidly – Vrbno pod Pradědem

#### Podjazdy drogowe
Stokiem zachodnim góry biegnie część podjazdu drogą nr 450 na przełęcz Kóta, a stokiem południowym część drugiego podjazdu na przełęcz, które są chętnie pokonywane przez rowerzystów.
| Podjazdy drogowe |                        |            |            |                     |                      |                        |
| Lp.              | Trasa                  | Oznaczenie | Długość km | Różnica wysokości m | Średnie nachylenie % | Ilość pętlic drogowych |
| 1                | Vidly – Kóta           | 450        | 3,4        | 234                 | 6,9                  | 1                      |
| 2                | Przełęcz Hvězda – Kóta | 450        | 4,0        | 143                 | 3,6                  | 0                      |

### Trasy narciarskie
W okresach ośnieżenia można skorzystać z wytyczonej przez górę trasy narciarstwa biegowego:
 Karlova Studánka – Skalnatý vrch – góra Lyra – góra Žárový vrch – góra Plošina – góra Zámecká hora – Vrbno pod Pradědem
W obrębie góry nie poprowadzono żadnej trasy narciarstwa zjazdowego.